# Paint by Number
Paint by Number è il primo album in studio del gruppo progressive rock 3, pubblicato nel 1999.

## Tracce
1. You've Been Shot – 4:40
2. Leaving After All – 4:22
3. Wrongside – 3:51
4. Lay Down the Law – 3:55
5. Paint by Number – 4:19
6. You Call Me Baby – 4:22
7. Astroknot - 4:40
8. Blood on the Blankets – 4:20
9. Careless Kim – 4:52
10. Better State of Mind – 3:20
11. Heart Attack – 4:21
12. Old Grey Dog – 4:47
13. Policeman + [Untitled Track] (traccia nascosta) – 8:01